# Luis Gonçalves da Camara
Luis Gonçalves da Camara, né en 1519 à Funchal au Royaume de Portugal et décédé le 15 mars 1575 à Lisbonne, est un prêtre jésuite portugais, confident d'Ignace de Loyola, confesseur et, à partir de 1560, précepteur du roi Sébastien Ier.

## Biographie
Né dans une famille de noble extraction, il est étudiant au collège Sainte Barbe de l'Université de Paris lorsqu'il fait la connaissance de Pierre Favre et d'Ignace de Loyola, étudiants, et résident du même collège Sainte-Barbe. Lorsque la Compagnie de Jésus est approuvée par le pape Paul III (1540) il décide de les y rejoindre (27 avril 1545). Il fait son noviciat dans son pays, à Coimbra, puis en 1547 il est nommé recteur du collège jésuite de la ville. Entre 1548 et 1549 il se rend à Ceuta et à Tétouan comme missionnaire. Il y apporte soutien spirituel aux portugais et prisonniers chrétiens. À la suite de dénonciations il se rend à Rome en 1553 pour rendre compte de l'état préoccupant de la Province du Portugal de l'Ordre, une situation imputée à la gestion du premier provincial (et cofondateur de la Compagnie de Jésus) Simon Rodrigues.
À Rome, il est proche d'Ignace de Loyola qui, en août 1554, le nomme 'ministre' (c'est-à-dire 'gestionnaire') de la Maison professe du Gesu. Il resta à Rome jusqu'au 23 octobre 1555, date à laquelle il retourna au Portugal. Après la mort d'Ignace (31 juillet 1556), Gonçalves sera encore présent à Rome pour participer à la Première Congrégation Générale convoquée en vue d'élire le successeur de saint Ignace à la tête de la Compagnie de Jésus: ce sera  Diego Laínez. La même Congrégation générale nomma Gonçalves 'Assistant' du Supérieur général pour les questions touchant le Portugal, ce qui le retint à Rome jusqu'en juillet 1559.
Confesseur du Roi du Portugal depuis 1553, à la demande de la Cour portugaise, il retourne au Portugal en 1560 pour devenir tuteur et précepteur du futur roi Sébastien Ier. Gonçalves da Câmara est son professeur et confesseur jusqu'en 1574. 
Le père Luis Gonçalves da Câmara meurt le 15 mars 1575 à Lisbonne.

## Ses écrits
- Homme de confiance d'Ignace, Gonçalves da Câmara est celui qu'appellera Ignace de Loyola lorsque, à la suite des demandes répétées de certains de ses compagnons, dont Jérôme Nadal (1507-1580) et Juan Alfonso de Polanco (1517-1576), il accepte de raconter en détail le récit de son itinéraire spirituel, y compris sa conversion. Cette 'conversation spirituelle', qui deviendra le récit du pèlerin, eu lieu en trois temps, de août-septembre 1553 puis en mars 1555 et enfin de septembre à octobre 1555[2].
- Gonçalves da Câmara a également mis par écrit les derniers mois d'Ignace (le Mémorial), récit de la vie du saint entre le 26 janvier et le 18 octobre 1555, et dont l'écriture définitive l'occupera durant les dernières années de sa vie.
- Outre ces deux ouvrages sur les débuts de la Compagnie de Jésus, Gonçalves est à l'origine de deux lettres demeurées célèbres dans l'histoire de la Compagnie: La Lettre sur la Perfection, datée de juillet 1547, adressée aux étudiants jésuites de Coimbra ; et La Lettre sur l'obédience, datée du 26 mars 1553 et adressée à la province du Portugal qui traversait une grave crise d'autorité.